# Gloriana (film 1916)
Gloriana è un film muto del 1916 diretto da E. Mason Hopper.
Ad interpretare il ruolo della bambina protagonista è Zoe Rae, che a 6 anni entra così a far parte del gruppo dei primi attori bambini cui sia stato affidato un ruolo centrale in un lungometraggio negli anni Dieci. Questo gruppo ristretto comprende Gordon Griffith (anch'egli presente nella pellicola con un ruolo di supporto), Marie Osborne e, in Europa, Tibor Lubinszky. Per il ruolo della madre adottiva ci si affida ad un'interprete di grande esperienza come Clarissa Selwynne.

## Trama
Il dott. Manning è molto affezionato a Gloriana, la sua giovane figlia appena adottata, ma la signora Manning, che dirige progetti di beneficenza all'estero, ha la stessa preoccupazione per Gloriana che per le altre persone povere della sua stessa città. Un giorno, dopo aver ascoltato la sua nuova madre filosofare sull'importanza della carità, Gloriana prende dei soldi dalla scrivania della signora Manning e li consegna a Miriam, la sua povera governante. La signora Manning dapprima accusa Miriam di furto, ma quando Gloriana confessa di averle dato lei i soldi, la signora Manning si rende improvvisamente conto di essere stata cieca verso la povertà che la circonda, e giura di dedicare le sue energie ad aiutare prima di tutto le persone che le sono più vicine.

## Produzione
Il film fu prodotto negli Stati Uniti dalla Universal Film Manufacturing Company.

## Distribuzione
Distribuito dalla Universal Film Manufacturing Company, il film uscì nelle sale cinematografiche statunitensi il 6 novembre 1916 e quindi anche internazionalmente.